# Peso ley argentino
Il peso ley (nome ufficiale: peso ley 18.188) è stata la valuta dell'Argentina tra il 1º gennaio 1970 e il 5 maggio 1983. Era suddiviso in 100 centavos. Il simbolo era $ e il codice ISO 4217 era ARL. Il suo nome deriva dal numero della legge 18188, in vigore dal 5 aprile 1969.

## Storia
Il peso ley sostituì il peso moneda nacional al cambio di 100 a 1. È stato a sua volta rimpiazzato dal peso argentino al cambio di 10 000 a 1.

## Monete
Nel 1970 furono introdotte monete in tagli da 1, 5, 10, 20 e 50 centavos. A causa dell'erosione del valore della valuta dovuta all'inflazione, furono successivamente introdotti tagli maggiori: 1 peso nel 1974, 5 e 10 pesos nel 1976, 50 e 100 pesos nel 1978.
| Monete | Monete            | Monete                  | Monete                                 | Monete          | Monete          |
| Valore | Parametri tecnici | Parametri tecnici       | Descrizione                            | Data di         | Data di         |
| Valore | Diametro          | Composizione            | Diritto                                | emissione       | ritiro          |
| ------ | ----------------- | ----------------------- | -------------------------------------- | --------------- | --------------- |
| ¢1     | 16mm              | Alluminio               | Libertà                                | 1º gennaio 1970 | 31 ottobre 1979 |
| ¢5     | 18mm              | Alluminio               | Libertà                                | 18 maggio 1970  | 31 ottobre 1979 |
| ¢10    | 17mm              | Ottone                  | Libertà                                | 1º gennaio 1970 | 31 ottobre 1979 |
| ¢20    | 19mm              | Ottone                  | Libertà                                | 18 maggio 1970  | 31 ottobre 1979 |
| ¢50    | 21mm              | Ottone                  | Libertà                                | 1º gennaio 1970 | 31 ottobre 1979 |
| $L1    | 23mm              | Alluminio-Ottone        | Sole                                   | 1º ottobre 1974 | 2 gennaio 1984  |
| $L5    | 24mm              | Alluminio-Ottone        | Sole                                   | 12 aprile 1976  | 2 gennaio 1984  |
| $L5    | 24mm              | Alluminio-Ottone        | Guillermo Brown                        | 1977            | 2 gennaio 1984  |
| $L10   | 26mm              | Alluminio-Ottone        | Sole                                   | 12 luglio 1976  | 2 gennaio 1984  |
| $L10   | 26mm              | Alluminio-Ottone        | Guillermo Brown                        | 1977            | 2 gennaio 1984  |
| $L50   | 27mm              | Alluminio-Ottone        | Bicentenario di José de San Martín     | 1º agosto 1978  | 2 gennaio 1984  |
| $L50   | 27mm              | Alluminio-Ottone        | Centenario della conquista del deserto | 1979            | 2 gennaio 1984  |
| $L50   | 27mm              | Alluminio-Ottone        | José de San Martín                     | 1979            | 2 gennaio 1984  |
| $L50   | 27mm              | Acciaio placcato ottone | José de San Martín                     | 1980            | 2 gennaio 1984  |
| $L100  | 28mm              | Alluminio-Bronzo        | Bicentenario di José de San Martín     | 1º agosto 1978  | 2 gennaio 1984  |
| $L100  | 28mm              | Alluminio-Bronzo        | Centenario della conquista del deserto | 1979            | 2 gennaio 1984  |
| $L100  | 28mm              | Alluminio-Bronzo        | José de San Martín                     | 1979            | 2 gennaio 1984  |
| $L100  | 28mm              | Acciaio placcato ottone | José de San Martín                     | 1980            | 2 gennaio 1984  |

## Banconote
Le banconote furono emesse nei tagli seguenti:
| Banconote | Banconote | Banconote | Banconote          | Banconote                                   | Banconote         | Banconote      |
| Immagine  | Immagine  | Valore    | Descrizione        | Descrizione                                 | Data di           | Data di        |
| Fronte    | Retro     | Valore    | Fronte             | Retro                                       | emissione         | ritiro         |
| --------- | --------- | --------- | ------------------ | ------------------------------------------- | ----------------- | -------------- |
|           |           | $L1       | Manuel Belgrano    | Lago Nahuel Huapi                           | 30 gennaio 1970   | 1º aprile 1981 |
|           |           | $L5       | Manuel Belgrano    | Monumento Nazionale alla Bandiera (Rosario) | 24 novembre 1971  | 1º aprile 1981 |
|           |           | $L10      | Manuel Belgrano    | Cascate dell'Iguazú                         | 1º settembre 1970 | 1º aprile 1981 |
|           |           | $L50      | José de San Martín | Termas de Reyes (Jujuy)                     | 15 marzo 1972     | 1º aprile 1981 |
|           |           | $L100     | José de San Martín | Ushuaia                                     | 15 febbraio 1971  | 1º aprile 1981 |
|           |           | $L500     | José de San Martín | Cerro de la Gloria (Mendoza)                | 30 novembre 1972  | 2 aprile 1984  |
|           |           | $L1 000   | José de San Martín | Plaza de Mayo (Buenos Aires)                | 27 novembre 1973  | 2 aprile 1984  |
|           |           | $L5 000   | José de San Martín | Mar del Plata                               | 12 dicembre 1977  | 2 aprile 1984  |
|           |           | $L10 000  | José de San Martín | Parco nazionale El Palmar (Entre Ríos)      | 25 ottobre 1976   | 19 luglio 1985 |
|           |           | $L50 000  | José de San Martín | Banca centrale dell'Argentina               | 19 febbraio 1979  | 19 luglio 1985 |
|           |           | $L100 000 | José de San Martín | Sede della zecca nazionale                  | 1º novembre 1979  | 19 luglio 1985 |
|           |           | $L500 000 | José de San Martín | Fondazione di Buenos Aires                  | 28 luglio 1980    | 19 luglio 1985 |
|           |           | $L1 000   | José de San Martín | Rivoluzione di maggio                       | 25 novembre 1981  | 19 luglio 1985 |